# 세종특별자치시 갑
세종특별자치시 갑은 대한민국의 국회의원 선거구이다. 세종특별자치시의 일부 지역을 관할한다. 현 지역구 국회의원은 무소속 김종민이다.

## 역사
2020년 대한민국 제21대 국회의원 선거를 앞두고 세종특별자치시 선거구의 인구가 상한선을 초과함에 따라 갑, 을로 분구되면서 신설되었다.

## 관할 구역
| 대수  | 관할 구역 |
| ----- | --- |
| 21대  | 세종특별자치시 부강면, 금남면, 장군면, 한솔동, 새롬동, 도담동, 소담동, 보람동, 대평동                                 |
| 22대~ | 세종특별자치시 부강면, 금남면, 장군면, 한솔동, 새롬동, 나성동, 다정동, 도담동, 어진동, 소담동, 반곡동, 보람동, 대평동 |

## 역대 국회의원
| 선거   | 정당 | 정당         | 의원   |
| ------ | ---- | ------------ | ------ |
| 2020년 |      | 더불어민주당 | 홍성국 |
| 2024년 |      | 새로운미래   | 김종민 |

## 역대 선거 결과

### 대한민국 제21대 국회의원 선거
|  | 56.45% |

|  | 32.79% |

|  | 5.57% |

|  | 3.48% |

|  | 1.17% |

|  | 0.51% |

### 대한민국 제22대 국회의원 선거
|  | 56.93% |

|  | 43.06% |

2024년 2월 29일 선거구 획정 결과, 선거구역은 세종특별자치시 부강면, 금남면, 장군면, 한솔동, 새롬동, 나성동, 다정동, 도담동, 어진동, 소담동, 반곡동, 보람동, 대평동이다.
더불어민주당에서는 이영선 후보자를, 국민의힘에서는 류제화 후보를 공천하였다. 그리고 새로운미래에서는 김종민 후보를 공천하였다. 김종민 후보는 논산시·계룡시·금산군 지역구 제20·21대 국회의원으로, 탈당 후 지역구를 옮겨 새로운미래 후보로 출마하였다. 이후 더불어민주당 후보자의 공천이 취소되며, 류제화·김종민 두 후보자의 양자 대결이 되었다.
2024년 4월 10일 대한민국 제22대 국회의원 선거 결과, 김종민 후보가 65,599표 56.93%의 득표율로 당선되었다. 2위인 류제화 국민의힘 후보는 49,622표 득표율 43.06%를 기록하였다. 22대 총선에 출마한 새로운미래의 여러 후보자 중에서 김종민 세종특별자치시갑 후보만이 유일하게 당선되었다.

## 같이 보기
- 세종특별자치시의 선거구
  - 세종특별자치시 을
- 세종특별자치시의 국회의원